# Vilde Ingstad

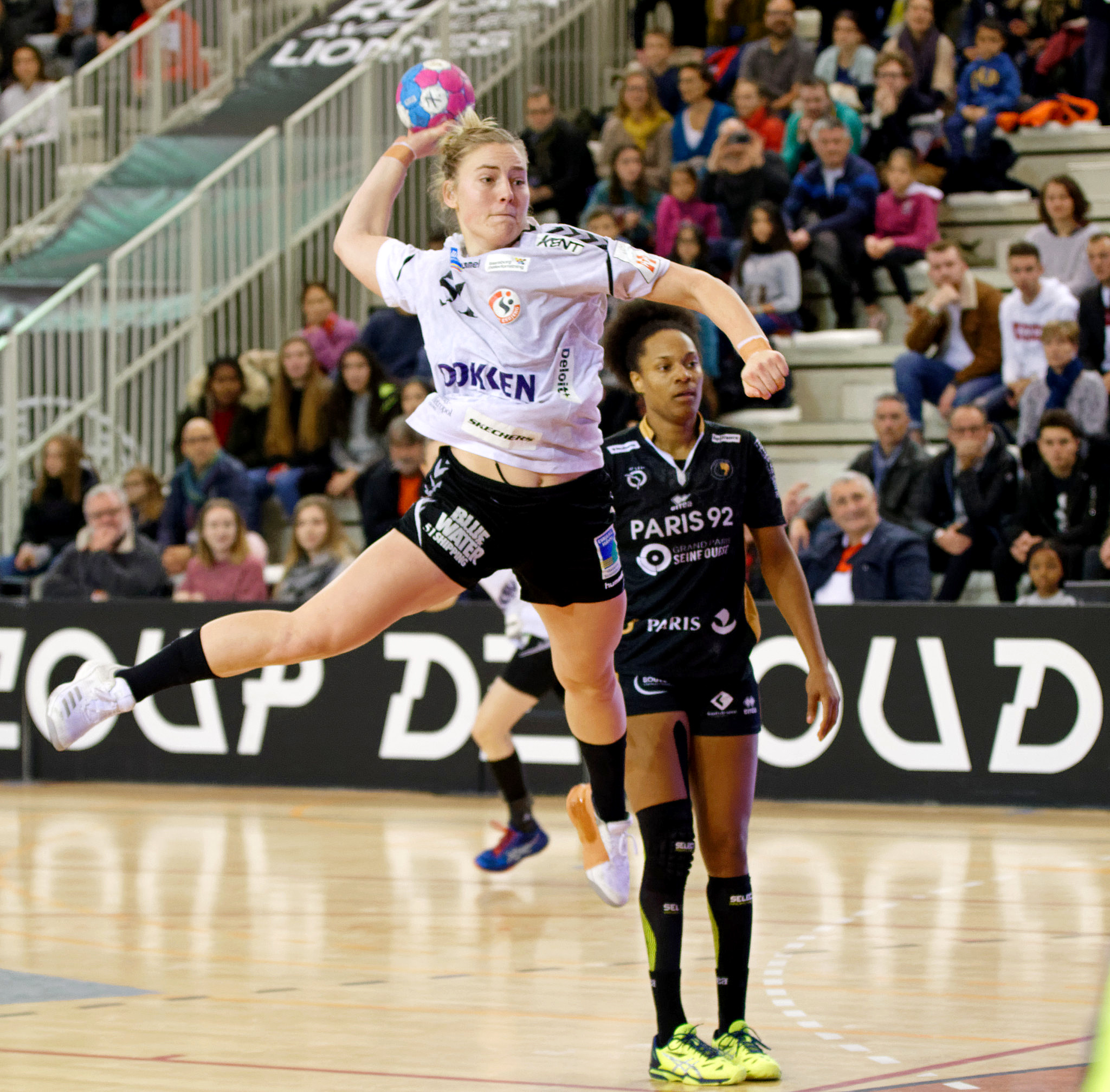
Vilde Ingstad au tir avec la Team Esbjerg en 2018.

Vilde Mortensen Ingstad, née le 18 décembre 1994 à Oslo, est une handballeuse internationale norvégienne qui évolue au poste de pivot.

## Biographie
En 2019, elle remporte le championnat du Danemark avec Team Esbjerg et elle est élue meilleure joueuse et meilleure pivot de la compétition.

## Palmarès

### En club
compétitions internationales
- finaliste de la coupe EHF en 2019 (avec Team Esbjerg)

compétitions nationales
- championne du Danemark en 2019 (avec Team Esbjerg)

### En sélection
Jeux olympiques
- vainqueur des Jeux olympiques de 2024

Championnat du monde
- vainqueur du Championnat du monde 2015
- finaliste du Championnat du monde 2017
- vainqueur du Championnat du monde 2021[3]
- finaliste du Championnat du monde 2023

Championnat d'Europe
- vainqueur du championnat d'Europe 2016
- vainqueur du championnat d'Europe 2022

Autres
- 4e place au championnat d'Europe des moins de 19 ans en 2013[4]
- troisième du championnat du monde jeunes en 2012

### Distinctions individuelles
- élue meilleure joueuse et meilleure pivot du championnat du Danemark en 2019[2]